# Eriocaulon transvaalicum
Eriocaulon transvaalicum är en gräsväxtart som beskrevs av Nicholas Edward Brown. Eriocaulon transvaalicum ingår i släktet Eriocaulon och familjen Eriocaulaceae.

## Underarter
Arten delas in i följande underarter:
- E. t. dembianense
- E. t. hanningtonii
- E. t. tofieldifolium
- E. t. transvaalicum